# Ботров
Ботров (болг. Ботров) — село в Болгарии. Находится в Русенской области, входит в общину Бяла. Население составляет 332 человека.

## Политическая ситуация
В местном кметстве Ботров, в состав которого входит Ботров, должность кмета (старосты) исполняет Джевдет Исмаилов Шавков (Движение за права и свободы (ДПС)) по результатам выборов.
Кмет (мэр) общины Бяла — Юрий Петков Симеонов (Гражданский союз за новую Болгарию) по результатам выборов.